# MyHeritage
Pour un article plus général, voir ADN récréatif.
 (avril 2020).
 (mai 2024).
MyHeritage est une plateforme payante de généalogie en ligne avec un site web, une application mobile, et un logiciel,. Les utilisateurs de la plateforme peuvent entre autres créer des arbres généalogiques, télécharger et parcourir des photos, et chercher dans des milliards de données historiques internationales,. Via le service MyHeritage ADN, la société commercialise également des kits d'analyse ADN afin d'effectuer des tests génétiques.
En 2015, le service prend en charge 42 langues et a environ 80 millions d'utilisateurs dans le monde entier,. En juin 2018, MyHeritage a 96 millions d'utilisateurs et compte 41 millions d'arbres généalogiques sur son site Web.
La société est basée à Or Yehuda, en Israël, avec des bureaux supplémentaires à Tel Aviv ainsi qu'à Lehi et à Burbank aux États-Unis.

## Historique

### 2003–2007: fondation et premières années

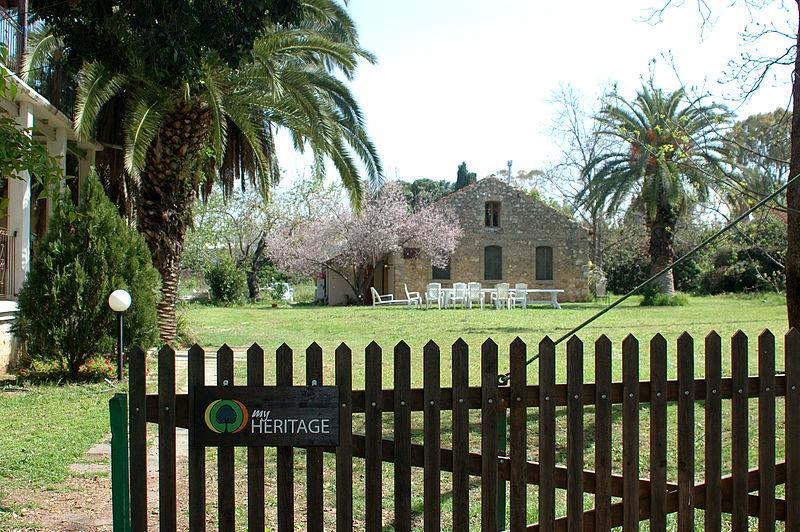
Le premier bureau de MyHeritage dans le village de Bnei Atarot, en Israël.

MyHeritage a été fondée en 2003 par Gilad Japhet (qui continue à servir en tant que PDG de la société). Japhet a démarré l'entreprise dans sa salle à manger dans le moshav de Bnei Atarot. Pendant quelques années, le siège social de l'entreprise fut situé dans une ferme familiale à Bnei Atarot. À ses débuts, MyHeritage a été presque entièrement autofinancé. En 2005, la société a reçu des fonds provenant d'investisseurs providentiels[Quoi ?]. Le service strictement gratuit est alors devenu freemium.
Au départ, les usagers de MyHeritage devaient télécharger les informations généalogiques depuis le logiciel de bureau. L'information pouvait être consultée en ligne, mais ne pouvait pas être modifiée. En 2006, MyHeritage a introduit de nouvelles fonctionnalités, y compris le logiciel de reconnaissance faciale capable de reconnaître les traits du visage à partir d'une base de données de photographies afin de relier les individus ensemble,. En décembre 2006, la société a acquis Pearl Street Software qui était le créateur d’un logiciel généalogique (Family Tree Legends) et d’un site généalogique (GenCircles) avec plus de 160 millions de profils et 400 millions de documents publics.
En 2007, MyHeritage avait 150 000 arbres généalogiques, 180 millions de profils de personnes, 100 millions de photos, et 17,2 millions d'utilisateurs dans le monde. Le service était disponible en 17 langues. La société a alors commencé à offrir une nouvelle fonctionnalité en ligne permettant aux utilisateurs de télécharger des informations généalogiques directement sur le site de MyHeritage. MyHeritage a également reçu un total de 9 millions de dollars provenant du financement d’investisseurs, dont la moitié d’Accel.

### 2008–2012: acquisitions et expansion
En 2008, MyHeritage a levé 15 millions de dollars d'un groupe d'investissement comprenant Index Ventures et Accel. À cette époque, le site était passé à 260 millions de personnes de profils, 25 millions d'utilisateurs, 230 millions de photos et 25 langues prises en charge. Peu de temps après l'obtention de fonds, MyHeritage a acquis Kindo, un service de généalogie du Royaume-Uni. En 2009, la société a publié une nouvelle version de son logiciel de généalogie gratuit, Family Tree Builder, qui comprenait la possibilité de synchroniser entre le logiciel et le site Web.
En 2010, la société a acquis le Groupe OSN, basé en Allemagne, un réseau généalogique comprenant 7 sites de généalogie. Parmi ces sites du réseau OSN se trouvaient Verwandt.de en Allemagne, Moikrewni.pl en Pologne, et Dynastree.com aux États-Unis. L’acquisition apporta à MyHeritage plusieurs fonctionnalités (comprenant les blasons, la fusion d’arbres généalogiques, et la possibilité de se lancer dans les applications mobiles) et un total de 540 millions de profils de personnes, 47 millions d’utilisateurs actifs, et 13 millions d'arbres généalogiques,. En 2011, ces chiffres sont passés à 760 millions de profils et 56 millions d’utilisateurs après que MyHeritage a acquis Bliscy.pl, un autre site de généalogie polonais.
Les autres acquisitions en 2011 comprennent le réseau familial néerlandais, Zooof ; BackupMyTree, un service de sauvegarde destiné à protéger jusqu'à 9 téraoctets de données généalogiques hors ligne ; et FamilyLink, un développeur de sites de contenu d'histoire familiale et propriétaire d'une grande base de données de documents historiques (WorldVitalRecords.com, qui comprenait des recensements, des actes de naissance, décès et mariage ainsi que des archives de journaux historiques). À la fin de 2011, MyHeritage avait 60 millions d'utilisateurs, 900 millions de profils de personnes, 21 millions d'arbres généalogiques, et était disponible en 38 langues. La société a également publié la première version de son application mobile pour les appareils iOS et Android.
En 2012, MyHeritage a dépassé 1 milliard de profils de personnes et a lancé plusieurs fonctionnalités, parmi lesquelles SuperSearch, un moteur de recherche pour des milliards de données historiques, et Record Matching, une technologie qui compare automatiquement MyHeritage avec des documents historiques aux profils sur le site et alerte les utilisateurs chaque fois qu’une correspondance est trouvée pour un parent dans leur arbre généalogique,,.
En novembre 2012, MyHeritage acquiert un de ses principaux concurrents, Geni.com. La société a gardé tous les employés de Geni qui continue à fonctionner comme une marque distincte à Los Angeles, en Californie. Fondée par David Sacks en 2007, Geni est un site de généalogie dont le but est de "créer un arbre généalogique universel." L'acquisition a apporté à MyHeritage 7 millions de nouveaux utilisateurs, portant le nombre total à 72 millions. À l'époque, MyHeritage avait 27 millions d'arbres généalogiques, 1,5 milliard de profils et était disponible en 40 langues. En plus de l'acquisition de Geni, MyHeritage avait levé 25 millions de dollars dans un cycle de financement mené par Bessemer Venture Partners.

### Depuis 2013
En 2013, MyHeritage a conclu un partenariat stratégique pour permettre à FamilySearch d’utiliser ses technologies permettant à ses utilisateurs de retrouver plus facilement leurs ancêtres. Au moment de la transaction, MyHeritage avait 75 millions d'utilisateurs inscrits et 1,6 milliard de profils de personnes. La société a également obtenu l'accès à toutes les fiches des recensements des États-Unis de 1790 à 1940.En avril 2013, MyHeritage a lancé Family Tree Builder 7.0 qui comprenait de nouvelles fonctionnalités telles la synchronisation, Unicode, et Record Matches.
MyHeritage a également introduit une fonction Web intitulée Record Detective qui fait automatiquement les connexions entre les différentes données historiques.
En 2014, MyHeritage a annoncé des partenariats et des collaborations avec de nombreuses entreprises et entités. En février 2014, la société a commencé un partenariat avec BillionGraves pour numériser et documenter les tombes et cimetières du monde entier. En octobre 2014, MyHeritage a annoncé une collaboration avec 23andMe. En octobre de la même année, la société a commencé un partenariat avec EBSCO Information Services pour fournir aux établissements d'enseignement (bibliothèques, universités, etc.) un accès gratuit à la base de données historique de MyHeritage. En décembre 2014, MyHeritage a conclu un accord avec les Archives nationales du Danemark pour indexer les recensements et les registres paroissiaux de 1646 à 1930 (un total d'environ 120 millions de documents). La société a également dépassé les 5 milliards de données historiques dans sa base de données en 2014 et a lancé la fonctionnalité des Instant Discoveries, qui permet aux utilisateurs d'ajouter d’un coup des branches entières de parents à leur arbre généalogique.
En 2015, MyHeritage a atteint 6,3 milliards de données historiques, 80 millions d'utilisateurs inscrits, et 42 langues disponibles. De plus  la technologie de Traduction Internationale des Noms a été lancée; elle traduit automatiquement les noms de langues différentes pour que la recherche des ancêtres soit plus efficace.
En mars 2016, les employés de MyHeritage ont enregistré et conservé l'histoire familiale des populations éloignées dans la région des Hautes-Terres de Papouasie-Nouvelle-Guinée.
MyHeritage est partenaire officiel du Concours Eurovision de la chanson 2019 qui a eu lieu à Tel Aviv en Israël[réf. nécessaire].
Le 24 février 2021, MyHeritage a été acquis par Francisco Partners pour 600 M$.
En août 2021, MyHeritage a acquis le leader français[Information douteuse] de la généalogie en ligne Filae en achetant 90,91% de son capital et obtenant ainsi 89,11% des droits de vote.

## Produits et services
Les produits et services de MyHeritage existent dans les domaines du web, du mobile et des logiciels téléchargeables,,. Le site Web de la société, MyHeritage.com, fonctionne sur un modèle freemium. S’inscrire, commencer à construire un arbre généalogique et recevoir des correspondances est gratuit. Le site fournira des aperçus de données historiques, de journaux ou d'autres arbres généalogiques, mais pour consulter la version intégrale de ces données, ou pour confirmer les relations, l'utilisateur devra avoir un abonnement et seuls les abonnés peuvent communiquer avec les autres membres.
La base de données en ligne de MyHeritage contient 9 milliards de données historiques, comprenant des recensements, des actes de naissance, mariage, décès, des documents militaires et d'immigration ainsi que des journaux historiques. La fonctionnalité SuperSearch permet aux utilisateurs de rechercher à travers tout le catalogue des données historiques du site pour trouver des informations sur des parents potentiels,. Les utilisateurs peuvent également télécharger des photos sur leurs arbres généalogiques. L’application mobile est disponible pour les appareils iOS et Android et offre une gamme de fonctionnalités similaires, parmi lesquelles la possibilité de consulter et de modifier les arbres généalogiques, de rechercher dans les bases de données historiques et de capture et de partager des photos.

### Technologies de correspondances
MyHeritage utilise plusieurs technologies de correspondance pour la recherche de l'histoire familiale. Celles-ci comprennent Smart Matching, Record Matching, Record Detective, Instant Discoveries, la Traduction Internationale des Noms, et Search Connect. Smart Matching est utilisé pour comparer l'arbre généalogique d'un utilisateur avec les arbres généalogiques de tous les autres utilisateurs. Cette fonctionnalité permet aux utilisateurs d'utiliser des informations sur leurs familles, venant d'autres utilisateurs qui pourraient leur être apparentés. Record Matching est similaire ; il compare et fait correspondre les arbres généalogiques avec les données historiques,.
Record Detective est une technologie qui relie des données historiques connexes basées sur les informations d'une donnée historique. Elle utilise aussi des arbres généalogiques existants pour établir des connexions entre les données (par exemple, un certificat de décès et une licence de mariage). Instant Discoveries est une fonctionnalité qui compare les arbres généalogiques des utilisateurs à d'autres arbres généalogiques et aux données, puis instantanément leur montre une grande quantité d'information sur leur famille trouvée dans ces sources, emballée en une toute nouvelle branche qu’ils peuvent ajouter à leurs arbres. La traduction Internationale des Noms permet aux utilisateurs de rechercher un parent dans leur langue, mais d’obtenir des données historiques avec le nom de leurs parents dans d'autres langues.
Search Connect est une fonctionnalité annoncée par MyHeritage en juillet 2015 et publiée en novembre de la même année. La fonctionnalité indexe les requêtes avec les métadonnées des dates, lieux, personnes, etc., puis les affiche dans les résultats de recherche lorsque d’autres utilisateurs effectuent une recherche similaire. La fonctionnalité permet aux utilisateurs effectuant des recherches similaires d’entrer en contact afin de pouvoir collaborer.

### Family Tree Builder
Family Tree Builder est un logiciel téléchargeable gratuitement qui permet aux utilisateurs de construire des arbres généalogiques, de télécharger des photos, d’afficher des cartes et des statistiques, et plus encore. Le téléchargement du logiciel est gratuit mais, tout comme le site de MyHeritage, il dispose d’un modèle freemium et les utilisateurs peuvent acheter un forfait Premium pour avoir plus de fonctionnalités. Les informations sur Family Tree Builder peuvent être consultées et mises à jour sur le site de MyHeritage et sur l'application mobile.

### MyHeritage ADN
MyHeritage DNA est un service de test génétique lancé par MyHeritage en 2016. Les résultats ADN sont obtenus à partir de kits de tests, permettant aux utilisateurs de recueillir chez eux des échantillons grâce à l’aide d’écouvillons buccaux. Les résultats fournissent des correspondances ADN et des estimations de profil génétique permettant par corrélation de déduire des origines ethniques probables.

## Critiques

### Confidentialité des données personnelles
En 2018, My Heritage et plusieurs autres sites d'entreprises américaines comme MyFitness Pal sont victimes d'un piratage informatique. MyHeritage annonce elle-même avoir fait partie des victimes de ce piratage. Les données de 92 millions de comptes MyHeritage (identifiants et mots de passe) sont volées, avant d'être mises en vente sur un site pirate en février 2019 pour l'équivalent en 20 000 euros. Le magazine en ligne The Register, spécialisé dans les technologies de l'Internet, indique que les mots de passe de MyHeritage étaient chiffrés avec un protocole obsolète facile à casser.
Début 2021, My Heritage met à disposition l'application DeepNostalgia, qui permet d'animer gratuitement une photographie à la condition de se créer un compte. Le journal Le Monde invite à la prudence envers cette application, craignant qu'elle n'aboutisse à fournir à l'entreprise des données personnelles qu'elle est susceptible d'intégrer à ses bases de données, y compris en les recoupant avec ses données génétiques.

### Infractions à la loi française en matière de tests génétiques
En dépit de l'interdiction des tests génétiques en France, MyHeritage, comme plusieurs autres entreprises étrangères, a produit une importante quantité de données génétiques françaises en commercialisant sur Internet des tests que l'on pouvait acheter depuis la France, puis en traitant les données fournies par ces tests. Cette attitude ambivalente envers la loi française est dénoncée par plusieurs généticiens et bioéthiciens français dans une tribune parue dans le journal Le Monde en janvier 2019.
Depuis le 1er janvier 2023, MyHeritage ne livre plus ses tests ADN en France.